# Mesothen cosmosomoides
Mesothen cosmosomoides är en fjärilsart som beskrevs av Rothschild 1911. Mesothen cosmosomoides ingår i släktet Mesothen och familjen björnspinnare. Inga underarter finns listade i Catalogue of Life.